# Arthur Demling
Arthur Demling (San Luis; 21 de septiembre de 1948) es un exdefensor de fútbol de Estados Unidos que jugó en la North American Soccer League y en la Major Indoor Soccer League. Fue miembro del equipo estadounidense en los Juegos Olímpicos de 1972.

## Trayectoria
En 1973, firmó con St. Louis Stars de la North American Soccer League (NASL). Sin embargo, duró solo una temporada antes de pasar al San Jose Earthquakes.
En 1978 se trasladó a la Major Indoor Soccer League (MISL) y firmó con los Cincinnati Kids. Posteriormente fichó con Detroit Lightning y su último equipo fue en 1980-1981 con el San Francisco Fog.

## Selección nacional
Fue seleccionado para los Estados Unidos en los Juegos Olímpicos de Múnich 1972, donde se fue con un empate y dos derrotas y jugó en la derrota por 7-0 ante Alemania Occidental.

### Participaciones en Juegos Olímpicos
| Torneo                   | Sede   | Resultado    |
| ------------------------ | ------ | ------------ |
| Juegos Olímpicos de 1972 | Múnich | Primera fase |

## Clubes
| Club                    | País           | Año       |
| ----------------------- | -------------- | --------- |
| Michigan State Spartans | Estados Unidos | 1969-1972 |
| St. Louis Stars         | Estados Unidos | 1973      |
| San Jose Earthquakes    | Estados Unidos | 1974-1978 |
| Cincinnati Kids         | Estados Unidos | 1978-1979 |
| Detroit Lightning       | Estados Unidos | 1979-1980 |
| San Francisco Fog       | Estados Unidos | 1980-1981 |